# Jean-Claude Villain

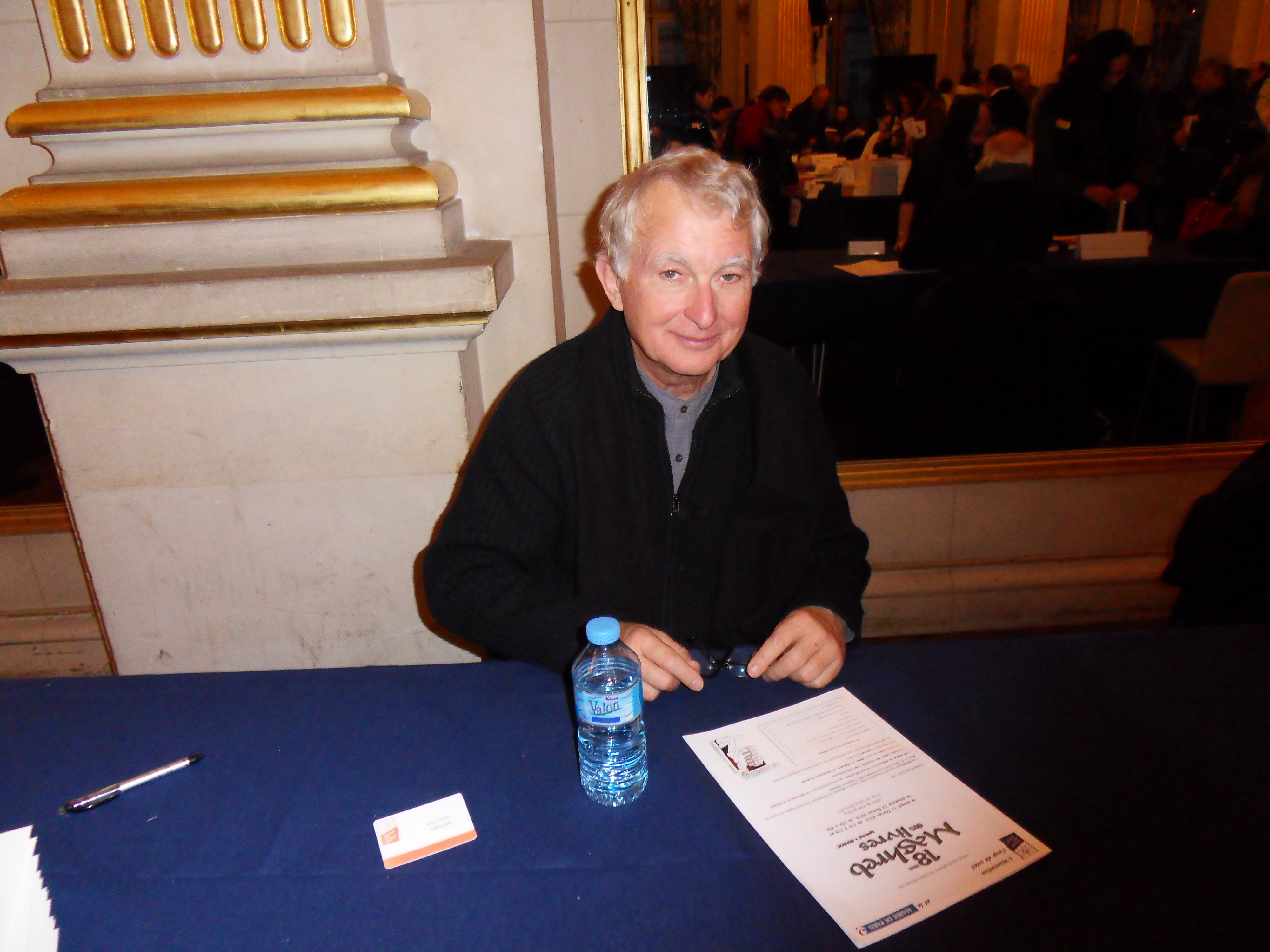
photo de l'écrivain Jean-Claude Villain, Maghreb des Livres (02/11/2012)

Jean-Claude Villain est un écrivain français né le 15 avril 1947 à Mâcon.

## Biographie
Né en Bourgogne, il vit au bord de la Méditerranée depuis 1975 partageant sa vie entre le sud de la France et la Tunisie. Il poursuit une œuvre littéraire variée, principalement tournée vers la Méditerranée dont il épouse aussi bien les mythes et le chant que le tragique, et qu’il parcourt par l’écriture, les voyages, les amitiés et les traductions.[réf. souhaitée]
Ces dernières années sa fréquentation régulière de la Chine et du Japon a ouvert un nouvel espace de sensibilité et de création  (Japon de l'âme, Dix stèles et une brisées en un jardin).

## L'œuvre
Il est l'auteur d'une trentaine de livres de poésie (dont Parole exil, Le Tombeau des Rois, Leur dit, Thalassa pour un retour.), tous accompagnés de la contribution d'un plasticien, ainsi que de pièces de théâtre, d'études sur des poètes contemporains, d'essais, de chroniques, de nouvelles, de versions françaises de poètes étrangers, et de nombreux livres d’artistes.
Il a poursuivi une activité de critique littéraire pour de nombreuses revues, françaises et étrangères, ainsi que de critique en arts plastiques.
Il a participé à des festivals et des colloques en différents pays, donne des conférences, des lectures publiques et des récitals, parfois accompagné de musiciens. Il est traduit et publié en plusieurs langues

## Publications
Poésie
Lettres du monde, 2018, Petra.
L'ombre, l'effroi, 2016, Encres vives.
Ithaques, 2011, Le Cormier.
Vrille ce vertige, 2008, Propos 2.
Fragments du fleuve asséché, 2007, L’Arbre à paroles.
Retour au sud, 2003, Tipaza.
Dix stèles et une brisées en un jardin, 1998, Tipaza.
Thalassa pour un retour, 1997, L'Harmattan.
Eté, froide saison, 1996, L'Harmattan.
Sept chants de relevailles, 1994, Encres Vives. (2° éd. 2001).
Orbes, 1993, L'Harmattan.
Et lui grand fauve aimant que l'été traverse, 1993, Unimuse.
Leur Dit, 1992, L'Harmattan.
Le Tombeau des Rois, suivi de Roi, guerrier et mendiant, 1991, L'Harmattan.
Parole, exil, précédé de Confins, 1990, L'Harmattan.
Le schiste des songes, (Lieux II), 1989, Telo Martius.
Le pays d'où je viens s'appelle amour, 1988, Des Aires.
Face à la mer, suivi de Brève Béance, 1987, H.C.
Du côté des terres, 1985, Le Temps parallèle.
Le soleil au plus près, 1984, H.C.
Lieux, 1980, H.C.
Du gel sur les mains, 1979, H.C.
Paroles pour un silence prochain, 1977, Plein Chant.
Terres étreintes, 1977, L'Arbre.
Paroles pour un silence prochain, 1977, Plein Chant.
Au creux de l'oreille, 1974, St Germain des Prés.
Prose
Japon de l'âme (Chroniques de Kyôto), 2025, Complicités.      
En regardant en écrivant, 2021, Orizons.      
Le monde est beau et nous avons des yeux pour voir, 2005 (3° éd. en 2010), Encres vives.      
Yeux ouverts dans le noir, récit poétique, 2003, L’Harmattan.      
Aïssawiya, nouvelles, 2003, L'Harmattan.      
L’heure de Pan, petites proses, 2002, L’Harmattan.      
Marchand d'épices, contes poétiques, 2001, Encres Vives.      
Labrys, théâtre, 2001, L'Harmattan.      
Écrire au sud, chroniques, 2000, Encres Vives.      
Pour Refuge B, théâtre, 2000, Les Cahiers de L'Egaré.      
Essais de compréhension mythologique, 1999, L'Harmattan.      
Jean-Max Tixier à l'arête des mots, essai, 1995, L'Harmattan.      
Matinales de pluie, lettres, 1995, L'Harmattan.      
En langues étrangères
Elle dit, bilingue, version grecque de Constance Dima, Editions Fildisi, Athènes, 2023.
Le Tombeau des Rois, version grecque de Constance Dima, Ed. www.eBooks4Greeks.gr , Athènes, 2019.
Le Monde est beau et nous avons des yeux pour voir, version grecque de Constance Dima, Ed. www.eBooks4Greeks.gr , Athènes, 2019.
Thalassa pour un retour, version grecque de Irène Chalkia, Ed. www.eBooks4Greeks.gr , Athènes, 2019.
Labrys, version grecque de Constance Dima, Ed. www.eBooks4Greeks.gr , Athènes, 2019.
Et lui grand fauve aimant que l'été traverse, en grec par Nicolas Iordanidis, 2011, Ed. Lagoudera, Athènes.
Essais de compréhension mythologique, en grec par Constance Dima, 2005, Ed. Anémodeiktis, Athènes.
Et lui grand fauve aimant que l'été traverse, en bulgare par Aksinia Maikholova, 2003, Ed. Aquarium Méditerranéen, Sofia.
Semelles de vent, titre réunissant Marchand d’épices et Sept chants de relevailles, en arabe par Imane Riha, 2003, Ed. Anep, Alger.
Le Livre secret, version grecque de Vasso Dermani, inédit.
(De nombreuses traductions, en d'autres langues, d'extraits de ses œuvres ont par ailleurs été publiées en revues étrangères).

Une trentaine de livres d'artistes en collaboration avec des plasticiens contemporains.
Il dirige une collection de livres d'artiste, Le Livre d'argile, fondé en 2001 avec la céramiste Marie-José Armando; elle compte une vingtaine de poètes français et étrangers.

## Archives
Depuis 2012 son fonds d'archives, comportant 1500 numéros à l'inventaire, est déposé aux Archives municipales de Toulon (Var).
Ses livres d'artiste figurent dans les collections des fonds patrimoniaux de la Médiathèque Municipale de Toulon (83), de la Médiathèque Saint-John Perse de Hyères (83) et de la Médiathèque à vocation régionale BMVR Louis Nucera de Nice (06)..